# Derris latifolia
Derris latifolia är en ärtväxtart som först beskrevs av Carl Sigismund Kunth, och fick sitt nu gällande namn av Adolpho Ducke. Derris latifolia ingår i släktet Derris och familjen ärtväxter. Inga underarter finns listade i Catalogue of Life.